# Daniela Papadia
Daniela Papadia (Palermo, 1963) è un'artista, pittrice e videoartista italiana.

## Biografia
Dopo aver studiato all'Accademia delle Belle Arti di Palermo si trasferisce a Roma dove diventa assistente di Mario Schifano.
Nel 2001 vince il Fullbright Fellowship dell'Accademia Americana di Roma, dove realizza il video Sospesi, che diventerà anche una serie di quadri due anni dopo in occasione della Notte bianca di Roma del 2003, ed esposta assieme al video nella Ex Chiesa di Santa Marta.
Nel 2006 il Museo d'Arte Moderna di Palermo, a Palazzo Ziino, ha fatto un'esposizione personale piuttosto completa dell'artista. La mostra è stata curata da Amnon Barzel, il catalogo contiene anche un saggio sull'opera della Papadia del noto sociologo francese Alain Touraine. A Palazzo Ziino si è potuto vedere una panoramica sull'attività di un artista la cui ricerca si snoda nel segno di un'ansia e di una inquietudine esistenziale, illustrata attraverso i suoi cicli pittorici: Profughi d'identità, La distanza come dimora, Sospesi, Metéoros, Inside Me, Save My Name.
Il 12 dicembre 2007 una sua opera (Il Cristo deposto), che deve partecipare ad una mostra collettiva sulle morti sul lavoro, non viene fatta entrare a Palazzo Marini, una sede distaccata della Camera dei Deputati. Alcuni ipotizzano che il quadro riproduca l'immagine di un Cristo con il volto del brigatista rosso Renato Curcio. La notizia finisce sulla prima pagina del Corriere della Sera. In realtà è tutto un grosso equivoco, come spiegherà al giornale la stessa artista. Il modello che si era prestato per il quadro non era il brigatista ma Pierfrancesco Favino, noto attore cinematografico.
Nel 2010 vince il Magmart, l'International Video Art Festival del CAM di Casoria, con la videoinstallazione Under your breath. Progettato per una proiezione a sei schermi, il video si avvale della collaborazione di noti apneisti ed è interamente girato sott'acqua. Da questo video nasce poi la serie di quadri Under your breath.
Il suo lavoro la Tavola dell'alleanza composto da una serie di performance itineranti, è stato esposto a Roma, Miami, Londra, Venezia e Palermo. Il progetto ha avuto l'Adesione del Presidente della Repubblica Italiana e la sua Medaglia di Rappresentanza per l'alto valore sociale e artistico. Ha inoltre il Patrocinio del Ministero dei Beni Culturali, del Ministero di Grazia e Giustizia, dell'Assessorato alla Cultura del Comune di Roma, e del Pontificium consilium Pro Familia.
Del 2018 è il progetto Il Filo dell'alleanza, realizzato in Cisgiordania e Israele, finanziato dal programma "Italia Culture, Mediterraneo" del Ministero degli Esteri Italiano e realizzato da WISH, World International Sicilian Heriage. Nel nuovo arazzo è rappresentata una mappa del mediterraneo con all'interno la rappresentazione grafica di alcuni geni del sangue. Il ricamo è stato eseguito da donne israeliane, palestinesi, druse e beduine. La collaborazione scientifica per il progetto è di Riccardo Cassiani Ingoni. Durante la creazione dell'opera è stato realizzato un documentario prodotto e diretto da Francesco Miccichè.

## Selezione mostre personali e Videoinstallazioni
- 2016 La Tavola dell'Alleanza. Le Dame Art Gallery, Londra, Gran Bretagna
- 2015 La Tavola dell'Alleanza. Nina Torres Gallery, Miami, Stati Uniti
- 2014 La Tavola dell'Alleanza. Piazza del Campidoglio, Roma
- 2013 Sospesi. Videoinstallazione, Vienna, Austria
- 2011 Direzione Alterità. Videoinstallazione, Teatro India, Roma[19] a cura di Francesca Pietracci
- 2010 Under your breath. Videoinstallazione, V.M.21artecontemporanea, Roma
- 2007 In side-No side. Fondazione Hardhof, Basilea, Svizzera, a cura di Amnon Barzèl
- 2006 Save my name. Museo e Galleria D'Arte Moderna, Palazzo Ziino, Palermo[20]; Fondazione Hardhof, Basilea a cura di Amnon Barzèl
- 2005 Inside me. Galleria Arte Contemporanea, Catania.[21]; Museo Pino Pascali. Polignano a mare, Bari; Teatro Francy Carrara, Roma
- 2003 Sospesi. Mostra e Viedeoinstallazione, Ex Chiesa di Santa Marta, Roma; Video-installazione, Vienna, Austria
- 2002 Fundus, con Bateaubleu. Documenta, Kassel, Germania
- 2002 Metereos. Sergio Tossi Arte Contemporanea, Firenze[22]
- 2000 Metereos. Jürgen F. Weishäupl Gallery, Bregenz, Austria
- 1999 La distanza come dimora. Sergio Tossi Arte Contemporanea, Prato; Museo Comunale Rimini, Galleria dell'Immagine, Palazzo Gambalunga
- 1997 Profughi d'identità. Galleria ES, Torino a cura di Luca Beatrice[23]; Sergio Tossi Arte Contemporanea, Prato

## Selezione mostre collettive
- 2018  La Tavola dell'Alleanza. Palazzo Riso, Palermo[24]
- 2017 La Tavola dell'Alleanza. Palazzo Donà delle rose, Venezia, evento collaterale alla Biennale di Venezia
- 2016 La Tavola dell'Alleanza, Artrooms, Londra[25]
- 2015 Miami Art Fair, Nina Torres, Miami[26]
- 2015 Imago Mundi. Fondazione Sandretto Re Rebaudengo, Torino[27];  Mappa dell'arte nuova, Fondazione Cini, Venezia[28]
- 2015 Acqua Donne Arte Vita. A&M University, Texas; ATE, Argentina; Università di Los Lagos, Santiago del Cile[29]
- 2012 7th Biennale di Berlino per l'Arte contemporanea, a cura di Artur Żmijewski
- 2010 Magmart. Festival Internazionale di video-arte, Museo PAN di Napoli e CAM di Casoria[30]
- 2009 The art of finding art. House of Art, Marbella
- 2007 XII Biennale d'Arte Sacra, Isola del Gran Sasso (TE), a cura di Amnon Barzél.[31]
- 2004 Arte Italiana per il XXI secolo. Ministero degli Esteri, Roma, a cura di Lorenzo Canova[32]
- 2003 Futuro Italiano. Parlamento Europeo, Bruxelles a cura di Lorenzo Canova[33]; Barbara Davis Gallery, Italian six, Houston, Texas
- 2001 Premio Cairo Communication. Fondazione Mazzotta, Milano[34]
- 2001 Dalla Mini al mini. Palazzo delle Esposizioni, Roma[35], a cura di Gianluca Marziani
- 1998 4 Young painters. Generous Miracles Gallery, New York, a cura di Fabio Sargentini
- 1997 Giro d'Italia. Galleria l'Attico di Fabio Sargentini, Roma, curata da Demetrio Paparoni